# Narrativa no lineal

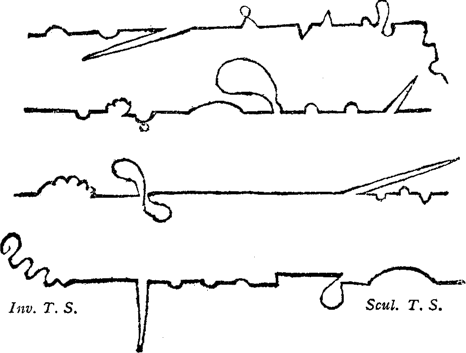
Líneas argumentales elaboradas por Laurence Sterne a partir de La vida y opiniones de Tristram Shandy.

La narrativa no lineal, narrativa desarticulada o narrativa interrumpida es una técnica narrativa, a veces utilizada en la literatura, el cine, los sitios web de hipertexto y otras narrativas, donde los eventos se describen, por ejemplo, fuera de orden cronológico o de otras formas en las que la narrativa no sigue el patrón de causalidad directa de los acontecimientos presentados, como líneas argumentales paralelas distintivas, inmersiones oníricas o la narración de otra historia dentro de la línea argumental principal. 

## Literatura
A partir de una narrativa no lineal in medias res ("en el medio de las cosas") se inició en la antigüedad y se estableció como una convención de la epopeya con la Ilíada de Homero en el siglo octavo antes de Cristo. La técnica de narrar la mayor parte de la historia en analepsis también se remonta a la epopeya india, el Mahabharata, alrededor del siglo V a. C. Varios cuentos medievales de Las mil y una noches como Simbad el Marino, La ciudad de bronce y Las tres manzanas también tenían narrativas no lineales que empleaban in medias res y técnicas de analepsis, inspiradas en cuentos indios como Panchatantra.
Desde finales del siglo XIX y principios del XX, los novelistas modernistas Joseph Conrad, Virginia Woolf, Ford Madox Ford, Marcel Proust, y William Faulkner experimentaron con la cronología narrativa y abandonaron el orden lineal.
Ejemplos de novelas no lineales son:
- Vida y opiniones del caballero Tristram Shandy, de Laurence Sterne (1759–67)
- Sartor Resartus, de Thomas Carlyle (ca. 1833)
- Wuthering Heights, de Emily Brontë (1847)
- El buen soldado, de Ford Madox Ford (1915)
- The Sound and the Fury, de William Faulkner (1929)
- El búho ciego, de Sadeq Hedayat (1937)
- Ulises (1922) y Finnegans Wake (1939) de James Joyce
- At Swim-Two-Birds (1939) de Flann O'Brien (seudónimo de Brian O'Nolan)
- Naked Lunch (1959) de William S. Burroughs
- Catch-22 (1961) de Joseph Heller
- La plenitud de la señorita Brodie (1961) de Muriel Spark
- Rayuela (1963) de Julio Cortázar
- Matadero cinco (1969) de Kurt Vonnegut
- Going After Cacciato (1979) de Tim O'Brien[3]
- Diccionario jázaro (1988) de Milorad Pavić
- The English Patient (1992) de Michael Ondaatje
- Trainspotting (1993) de Irvine Welsh
- El dios de las pequeñas cosas (1997) de Arundhati Roy
- Anil's Ghost (2000) de Michael Ondaatje
- Cloud Atlas (2004) de David Mitchell
- The Night Circus (2011) de Erin Morgenstern
- Umbrella (2012) de Will Self
- All the Light We Cannot See (2014) de Anthony Doerr
- Station Eleven (2014) de Emily St. John Mandel

Varias de las novelas de Michael Moorcock, particularmente las de la serie de Jerry Cornelius, en particular The English Assassin: A Romance of Entropy (1972) y The Condition of Muzak (1977) son notables por extender la forma narrativa no lineal para explorar la naturaleza compleja de identidad dentro de un universo multiversal.
Scott McCloud sostiene en Understanding Comics que la narración de los cómics no es lineal porque se basa en las elecciones e interacciones del lector.[cita requerida]

## Cine
Definir la estructura no lineal en la película es, a veces, difícil. Las películas pueden usar analepsis extensas o prolepsis dentro de una historia lineal, mientras que las películas no lineales a menudo contienen secuencias lineales. Citizen Kane (1941) de Orson Welles —influenciado estructuralmente por El poder y la gloria (1933)— y Rashomon (1950) de Akira Kurosawa utilizan una narrativa retrospectiva no cronológica que a menudo se etiqueta como no lineal.

### Era silente y temprana
La experimentación con la estructura no lineal en el cine se remonta a la época del cine mudo, incluyendo Intolerancia (1916) de D. W. Griffith y Napoleón (1927) de Abel Gance. El cine no lineal surgió del avant-garde francés en 1924 con Entr'acte de René Clair, película dadaísta y luego en 1929 con Un perro andaluz de Luis Buñuel y Salvador Dalí. El cine surrealista salta a la fantasía y yuxtapone imágenes, otorgando a los realizadores la capacidad de crear declaraciones sobre la Iglesia, el arte y la sociedad que quedan abiertas a la interpretación. L'Âge d'Or (1930) de Buñuel y Dalí también utiliza conceptos no lineales. Los revolucionarios cineastas rusos Sergei Eisenstein, Vsevolod Pudovkin y Alexander Dovzhenko también experimentaron con las posibilidades de la no linealidad. Strike (1925) de Eisenstein y Earth (1930) de Dovzhenko insinúan una experiencia no lineal. El director inglés Humphrey Jennings utilizó un enfoque no lineal en su documental sobre la Segunda Guerra Mundial Listen to Britain (1942).

### Después de la Segunda Guerra Mundial
Las obras de Jean-Luc Godard desde 1959 también fueron importantes en la evolución del cine no lineal. Godard declaró: "Estoy de acuerdo en que una película debe tener un comienzo, un medio y un final, pero no necesariamente en ese orden". Week-end (1968) de Godard, así como Chelsea Girls (1966) de Andy Warhol, desafían la estructura lineal a cambio de una cronología de acontecimientos aparentemente aleatoria. Alain Resnais experimentó con la narrativa y el tiempo en sus películas Hiroshima mon amour (1959), L'Année dernière à Marienbad (1961), y Muriel (1963). Federico Fellini definió su propio cine no lineal con las películas La Strada (1954), La Dolce Vita (1960), 8½ (1963), Fellini Satyricon (1969), y Roma (1972), al igual que el cineasta soviético Andrei Tarkovsky con sus películas modernistas The Mirror (1975) y Nostalghia (1983). Las películas de Nicolas Roeg incluidas Performance (1970), Walkabout (1971), Don't Look Now (1973), The Man Who Fell to Earth (1976), y Bad Timing (1980) se caracterizan por un enfoque no lineal.  Otros cineastas experimentales no lineales incluyen a Michelangelo Antonioni, Peter Greenaway, Chris Marker, Agnès Varda, Raúl Ruiz, Carlos Saura, Alain Robbe-Grillet entre otros.
En los Estados Unidos, Robert Altman  llevó el motivo no lineal en sus películas, incluidas McCabe & Mrs. Miller (1971), Nashville (1975), The Player (1992), Short Cuts (1993), y Gosford Park (2001). Woody Allen adoptó la naturaleza experimental de la narrativa no lineal en Annie Hall (1977), Interiors (1978), y Stardust Memories (1980).

### Décadas de 1990 y 2000
En la década de 1990, Quentin Tarantino influyó en un tremendo aumento de la popularidad de las películas no lineales con Reservoir Dogs (1992) y Pulp Fiction (1994). Otras películas no lineales importantes incluyen Exotica de Atom Egoyan (1994), The Thin Red Line (1998) de Terrence Malick, y Thirteen Conversations About One Thing (2001) de Karen y Jill Sprecher. David Lynch experimentó con narrativa no lineal y surrealismo en Lost Highway (1997), Mulholland Drive (2001), y Inland Empire (2006).
En los años previos al siglo XXI y principios del mismo, algunos cineastas han vuelto al uso de la narrativa no lineal repetidamente, incluido Steven Soderbergh en Schizopolis (1996), Out of Sight (1998), The Limey (1999), Full Frontal (2002), Solaris (2002), y Che (2008); y Christopher Nolan en Following (1998), Memento (2000), Batman Begins (2005), The Prestige (2006), The Dark Knight Rises (2012), y Dunkirk (2017). Memento, con su fragmentación y cronología inversa , ha sido descrita como característica del avance hacia la posmodernidad en el cine contemporáneo. Otro ejemplo es la aclamada The Tree of Life de Terrence Malick (2011). El elemento de la cronología inversa se exploró más a fondo en la película Irréversible de Gaspar Noé (2002). La película de 2009 de Noé Enter the Void también usó una estructura narrativa poco común cuando un hombre recuerda su vida a través de flashbacks en el momento de su muerte, inducidos por el uso de drogas psicodélicas. Richard Linklater utilizó una narrativa no lineal en Waking Life (2001), y A Scanner Darkly (2006); Gus Van Sant en Elephant (2003), Last Days (2005), y Paranoid Park (2007). Babel de Alejandro González Iñárritu es un ejemplo de estructura narrativa fragmentada. El autor de Hong Kong Wong Kar-wai exploró historias no lineales en las películas Days of Being Wild (1991), Ashes of Time (1994), Chungking Express (1994), In the Mood for Love (2000), y 2046 (2004). Fernando Meirelles en Ciudad de Dios y The Constant Gardener. Todas las películas de Alejandro González Iñárritu hasta la fecha (aparte de Birdman) presentan narrativas no lineales. Charlie Kaufman también es conocido por su afición a la narración no lineal aplicada en Adaptation y Eternal Sunshine of the Spotless Mind. La serie de terror japonesa de Takashi Shimizu, Ju-on, traída a Estados Unidos como The Grudge, también es no lineal en su narración (la única excepción es The Grudge 3). El director Martin Koolhoven ha hecho más películas con una narrativa no lineal, pero la más notoria es probablemente su controvertido western Brimstone, que se estrenó en el Festival de Cine de Venecia de 2016. El director Vetrimaaran hizo la película en tamil Vada Chennai (2018) que tiene la estructura narrativa no lineal de una película de suspense.

## Televisión
Algunas series de televisión usan narrativa no lineal en ciertos episodios para explorar a fondo un momento importante en la vida de sus protagonistas. Por ejemplo, la serie de Showtime Penny Dreadful consta de un episodio por temporada completamente dedicado a explorar partes importantes en el pasado de la protagonista, Vanessa Ives (Eva Green).  Otro ejemplo es la serie de HBO The Leftovers, la cual, en su noveno episodio, explora el pasado de los personajes principales antes de que los hechos que gatillan la historia principal ocurrieran. A su vez, la serie original de Amazon Transparent cuenta con un episodio en el pasado de la historia principal que explora la doble vida de su protagonista.
La serie de ABC Lost hizo un uso extensivo de la narrativa no lineal: cada episodio consta con una historia principal en la isla y otra línea temporal dedicada al pasado o futuro de alguno de los protagonistas. La serie de The CW Arrow emplea la narrativa no lineal de manera similar.

## Videojuegos
Algunos videojuegos imitan la no linealidad de las películas al presentar una trama única de una manera cronológicamente distorsionada en lugar de permitir que el jugador determine el flujo de la historia por sí mismo. El juego de disparos en primera persona Tribes: Vengeance es un ejemplo de esto; otro es Sonic Adventure de Sega. 
Algunos juegos cuentan su historia no lineal sin que el jugador pueda cambiar nada (o muy poco) de la estructura de la trama. Por ejemplo, Uncharted 2 comienza in media res, con el personaje principal después de un accidente que el jugador solo alcanza varias horas de juego más tarde.
El juego indie Fragments of Him también comienza in media res pero, además del comienzo no lineal, luego salta entre los personajes para construir la historia y las relaciones entre los personajes de una manera no lineal, y una rama sutil significa que los jugadores pueden ver las historias de una manera diferente. orden si entran en una habitación diferente al principio.
Los desarrolladores independientes Dennaton Games usan pasajes de tiempo no lineales en su juego Hotline Miami 2 de la misma manera que se escribe Pulp Fiction. Por ejemplo, algunos segmentos del juego tienen lugar antes de los eventos de la Precuela. Se usa para lograr un efecto dramático en la mayoría de los casos, algunos personajes ya han tenido muertes en pantalla, pero el jugador no se dará cuenta hasta un capítulo posterior del personaje caminando a ciegas hacia su muerte ya mostrada.
A menudo, los desarrolladores de juegos usan la idea de amnesia de personajes en los juegos. Ayuda a darle un comienzo al juego porque la audiencia solo tiene el entendimiento de que hay una historia antes de que ocurran los eventos del juego. Además, al crear una historia no lineal, la complejidad del juego se expande enormemente. El juego no lineal permite un mayor valor de repetición, lo que permite al jugador juntar diferentes piezas de una historia potencialmente desconcertante. Un ejemplo apropiado de amnesia de personajes es el videojuego Façade de 2005. En Façade, el jugador se encuentra en una situación que dura aproximadamente de 10 a 15 minutos en tiempo real, pero los hechos recordados parecen tener una base en años de historia dramática..

## Narrativas HTML
En la sociedad contemporánea, las páginas web o, para ser más exactos, el hipertexto, se han convertido en formas opulentas de narrativas. Los hipertextos tienen un gran potencial para crear formas de narrativas no lineales. Permiten a las personas navegar dentro de la historia a través de enlaces, imágenes, audio y video. Una narrativa de hipertexto establecida es Public Secret. Public Secret ilustra la realidad de estar encarcelado en el sistema de justicia penal de California. Saca a la luz la forma en que se trata a los reclusos. Esto funciona como una narrativa no lineal porque permite que su audiencia sea testigo a través de texto y audio de la realidad de ser una reclusa. Sin embargo, no hay un principio ni un final exactos como los hay en los cómics o los videojuegos. Este sitio web consta de múltiples subtemas que no obligan a la audiencia a realizar su próxima selección en función de sus experiencias anteriores.